# Бобровники (Серадзький повіт)
Бобровники (пол. Bobrowniki) — село в Польщі, у гміні Серадз Серадзького повіту Лодзинського воєводства.
Населення — 248 осіб (2011).
У 1975-1998 роках село належало до Серадзького воєводства.

## Демографія
Демографічна структура станом на 31 березня 2011 року:
|          | Загалом | Допрацездатний вік | Працездатний вік | Постпрацездатний вік |
| -------- | ------- | ------------------ | ---------------- | -------------------- |
| Чоловіки | 129     | 33                 | 79               | 17                   |
| Жінки    | 119     | 23                 | 60               | 36                   |
| Разом    | 248     | 56                 | 139              | 53                   |